# Josefine Preuß
Josefine Preuß (Zehdenick, 1986. január 13.) német színésznő.

## Filmográfia

### Mozi
- 2004: Jargo
- 2011: Rubbeldiekatz
- 2012: Török kezdőknek Türkisch für Anfänger, a film
- 2013: Rubinrot
- 2013: Lost Place
- 2014: Irre sind Männlich
- 2014: Saphirblau
- 2016: Smaragdgrün
- 2017: Vorwärts immer!

### TV-filmek
- 2004: Inspektor Rolle: Herz in Not epizód
- 2004: Das Mörderspiel – Die Blumen des Bösen
- 2004: Klassenfahrt – Geknutscht wird immer
- 2005: Schüleraustausch – Die Französinnen kommen
- 2006: Küss mich, Genosse!
- 2007: Se füle, se farka, avagy a meseírók beájulnak: Csipkerózsika, avagy irány a bozót! epizód (Die Märchenstunde: Dornröschen epizód)
- 2007: Orros, a törpe  (Zwerg Nase)
- 2008: Eine wie keiner
- 2009: Die Märchenstunde: Der verflixte Flaschengeist epizód
- 2009: Der Stinkstiefel
- 2009: Richterin ohne Robe
- 2010: Lotta & die alten Eisen
- 2011: Im besten Alter
- 2011: Bermuda-Dreieck Nordsee
- 2011: Beate Uhse – Das Recht auf Liebe
- 2012: Lotta & die großen Erwartungen
- 2013: Das Adlon. Eine Familiensaga (három részes)
- 2013: Lotta & die frohe Zukunft
- 2014: Die Pilgerin (két részes)[8]
- 2014: Die Hebamme
- 2014: Alles muss raus – Eine Familie rechnet ab (két részes)
- 2015: Lotta & das ewige Warum
- 2015: Nord Nord Mord: Clüvers Geheimnis epizód
- 2016: Die Hebamme 2
- 2016: Lotta & der dicke Brocken
- 2016: Das Sacher
- 2017: Lotta & der Ernst des Lebens
- 2017: Der 7. Tag
- 2017: Keine zweite Chance (két részes)

### Sorozatok
- 2006 – 2008: Török kezdőknek (Türkisch für Anfänger, a filmsorozat)

## Fordítás
Ez a szócikk részben vagy egészben  a   Josefine Preuß című német Wikipédia-szócikk ezen változatának fordításán alapul.  Az eredeti cikk szerkesztőit annak laptörténete sorolja fel. Ez a jelzés csupán a megfogalmazás eredetét és a szerzői jogokat jelzi, nem szolgál a cikkben szereplő információk forrásmegjelöléseként.